# Турский парвус
Турский парвус, малый турский грош (лат. parvus turonensis, фр. petit tournois — малая турноза) или белый май (фр. maille blanche, maille demie от фр. médaille — металл) — серебряная монета 500-й пробы стоимостью полтурнозы или 7½ турского денье. Чеканилась королем Франции Филиппом IV с 1295 по 1303 год. Вес — 2,11 грамма.